# 杜米特鲁·勒杜卡努
杜米特鲁·勒杜卡努（羅馬尼亞語：Dumitru Răducanu，1967年7月19日—），罗马尼亚男子赛艇运动员。他曾代表罗马尼亚参加1984年、1992年和2000年夏季奥林匹克运动会赛艇比赛，获得一枚金牌、一枚银牌和一枚铜牌。